# Maslenica

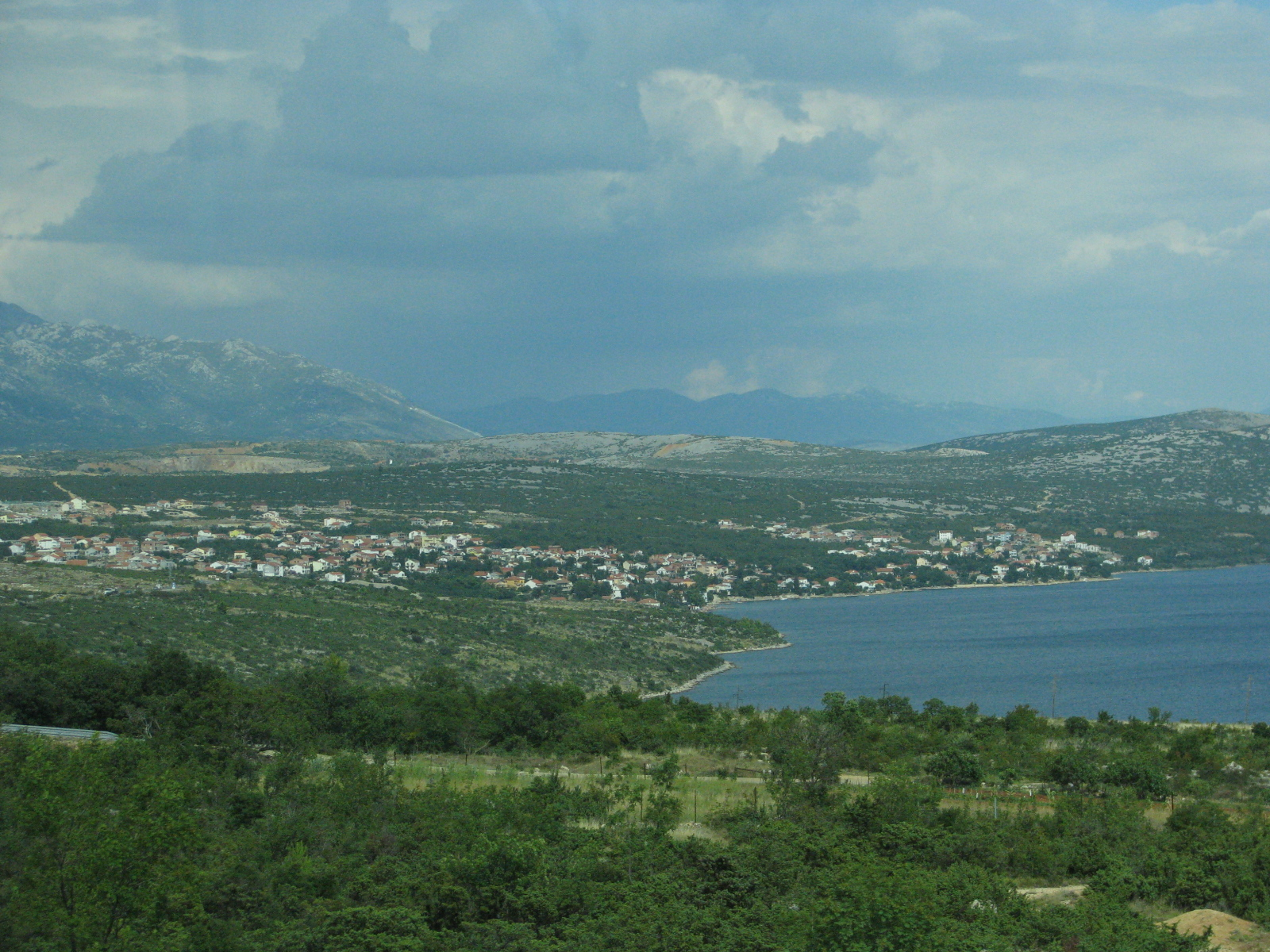
Maslenica

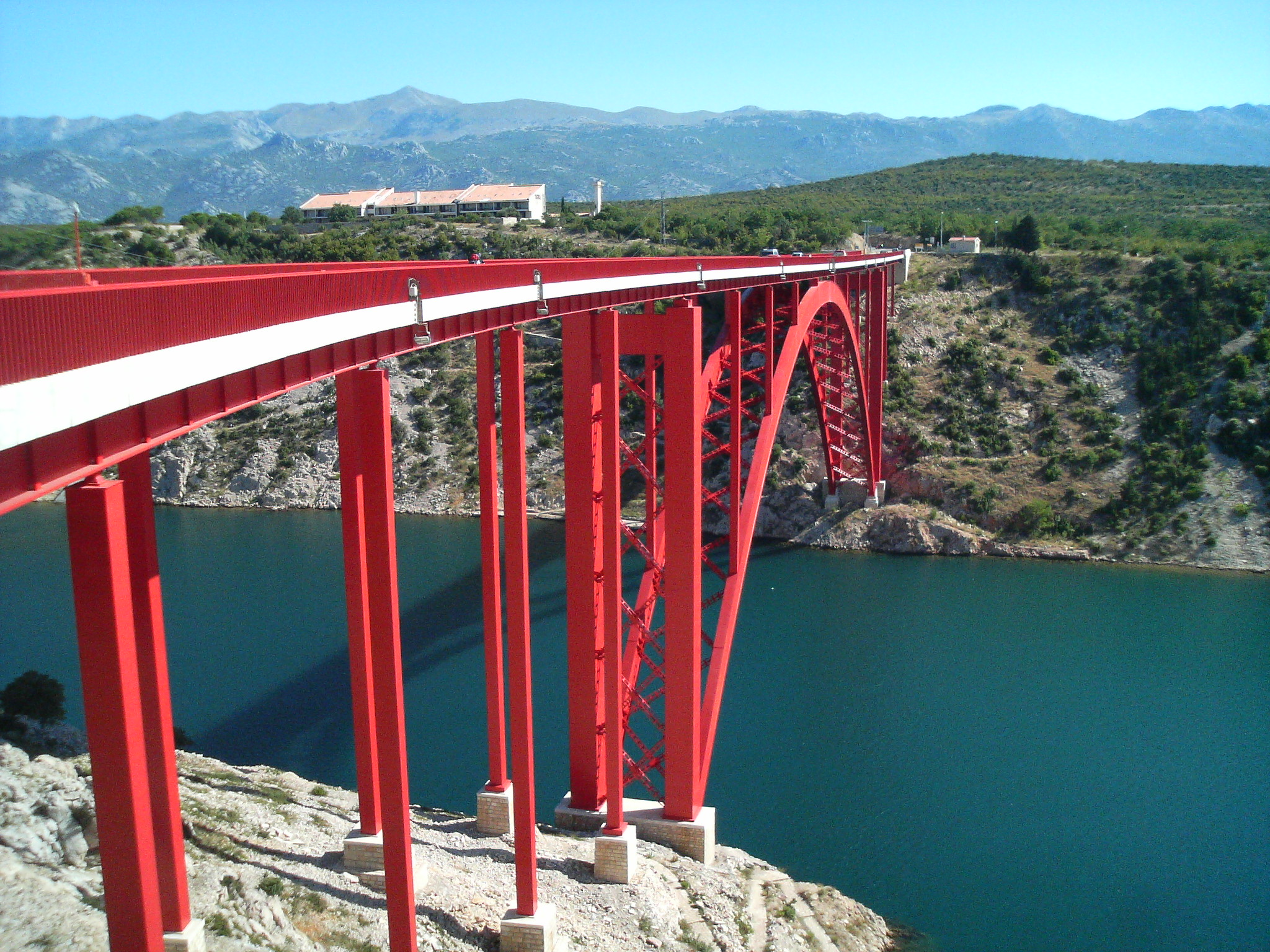
Maslenica-Brücke

Maslenica ist eine Ortschaft der kroatischen Gemeinde Jasenice in der Gespanschaft Zadar an der Adria. 

## Lage
Das Dorf liegt unter dem Velebit-Gebirgszug auf der Südostseite des schmalen Ausflusses des Novigrader Meeres, der zum Velebit-Kanal (der Küstenwasserstraße östlich der norddalmatischen Insel Pag) führt, gegenüber Novigrad. Es ist durch die Maslenica-Brücke und die Maslenica-Autobahnbrücke der A1 mit der Zadar-Halbinsel verbunden. Südöstlich Richtung Obrovac mündet der Karstfluss Zrmanja.

## Historisches
Bekanntheit wegen seiner militärischen Bedeutung während des Kroatienkrieges erlangte der Ort erstmals mit der Zerstörung der Maslenica-Brücke am 21. November 1991 und später ab Januar 1993 durch die Operation Maslenica zum Entsatz des belagerten Zadar und zur Wiedereröffnung des kroatischen Zugangs nach Mittel- und Süddalmatien.